# Mount Healthy (Ohio)
Mount Healthy (también, Mt Healthy) es una ciudad situada en el condado de Hamilton, Ohio, Estados Unidos. Tiene una población estimada, a mediados de 2022, de 6871 habitantes.
Es parte del área metropolitana de Cincinnati. 

## Geografía
La localidad está ubicada en las coordenadas 39°14′2″N 84°32′48″O / 39.23389, -84.54667 (39.233772, -84.546736). Según la Oficina del Censo de los Estados Unidos, tiene una superficie de 3.87 km², correspondientes en su totalidad a tierra firme.

## Demografía
Según el censo de 2020, en ese momento había 6996 personas residiendo en la localidad. La densidad de población era de 1807.75 hab./km². El 48.27% de los habitantes eran afroamericanos, el 42.82% eran blancos, el 0.19% eran amerindios, el 0.57% eran asiáticos, el 2.69% eran de otras razas y el 5.46% eran de una mezcla de razas. Del total de la población, el 3.44% eran hispanos o latinos de cualquier raza.